# Thorictus stricticollis
Thorictus stricticollis is een keversoort uit de familie spektorren (Dermestidae). De wetenschappelijke naam van de soort werd in 1859 gepubliceerd door Ernst Gustav Kraatz.